# Bataille de Renk
Guerre civile sud-soudanaise
Batailles
- 1re Djouba
- Bor (en)
- Malakal
- Leer
- Bentiu
- Renk
- 2e Djouba

La bataille de Renk a lieu le 16 et 17 mars 2015 lors de la guerre civile sud-soudanaise.

## Déroulement
Le 16 mars 2015, des combats éclatent à Renk, dans l'État du Haut-Nil. 
Le lendemain, le brigadier Philip Aguer, porte-parole du président sud-soudanais, déclare que les forces gouvernementales ont pris le contrôle du comté de Manyo, et particulièrement du secteur de Gabat, utilisé par les rebelles pour organiser leurs offensives et bombarder la ville de Renk. Il affirme que les pertes sont de 14 morts et 17 blessés pour du côté des forces gouvernementales contre 130 tués chez les rebelles,.
Un bilan contesté par Lony Ngundeng porte-parole militaire rebelle.